# Barrow upon Soar
Barrow upon Soar ist ein Dorf mit etwa 5000 Einwohnern südlich Loughboroughs in Charnwood, Leicestershire. Der Ort liegt am Ostufer des Soar gegenüber der A6. Bekanntheit erlangte Barrow upon Soar als dort 1851 die Knochen eines Plesiosauriers ausgegraben wurden, die heute im New Walk Museum in Leicester ausgestellt sind.

## Partnerschaft
Es besteht eine Partnerschaft zu Marans, einer Gemeinde im französischen Département Charente-Maritime.

## Söhne und Töchter des Dorfes
- Peter Preston (1938–2018), Journalist
- Sally Barker (* 1959), Sängerin und Songwriterin

## Weblinks

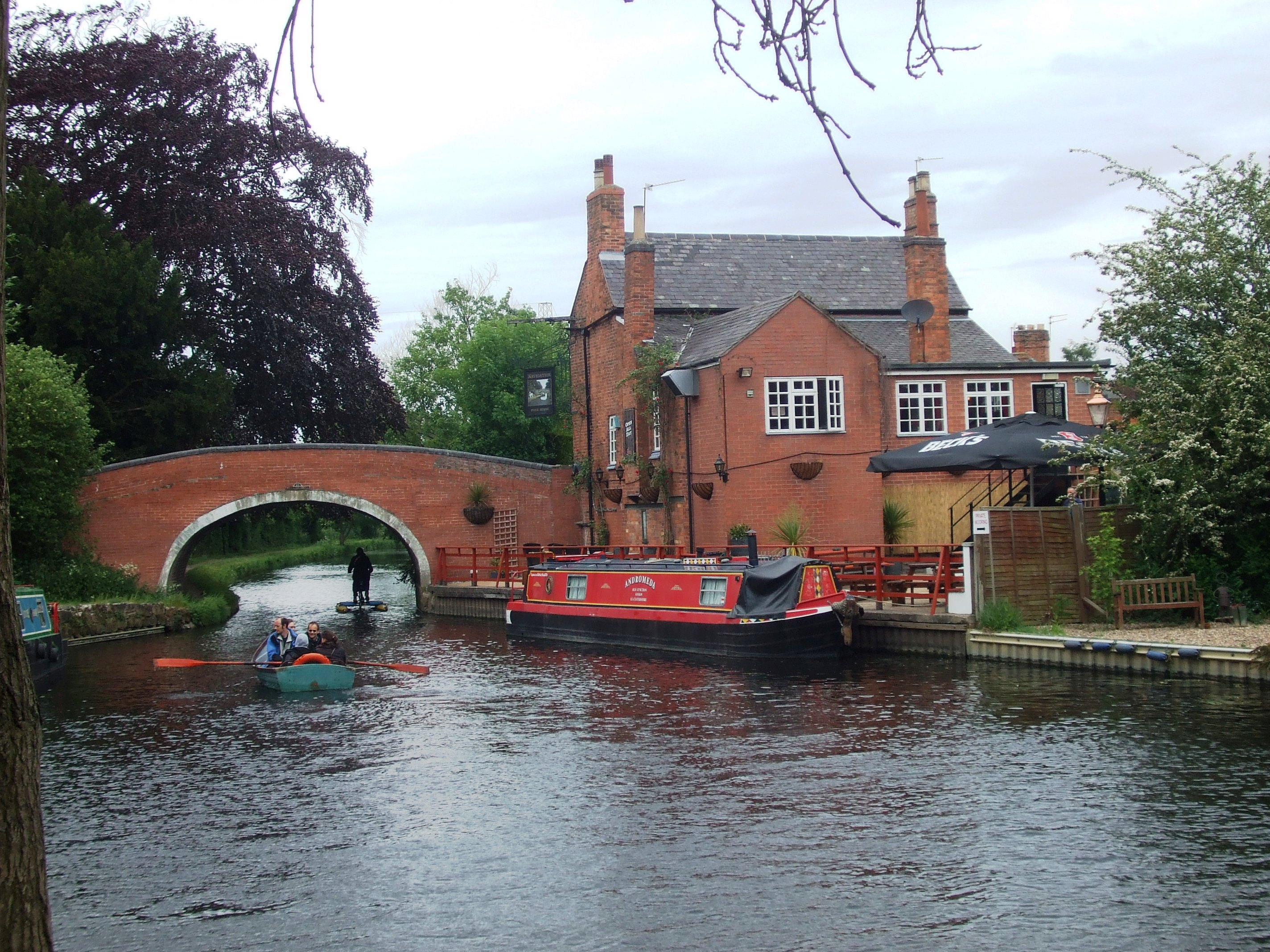
Brücke über den Soar in Barrow